# Крапивкин, Николай Семёнович
Николай Семёнович Крапивкин (19.08.1933—20.12.1999) — машинист вращающихся печей цементного завода «Пролетарий» комбината «Новоросцемент» Министерства промышленности строительных материалов СССР, город Новороссийск Краснодарского края. Герой Социалистического Труда.

## Биография
Родился 19 августа 1933 года на территории Северо-Кавказского (ныне Краснодарского) края. Русский.
После окончания ремесленного училища в 1950 году трудовой путь начал на цементном заводе «Пролетарий» в городе Новороссийск слесарем, затем - цементщиком.
После прохождения военной службы в Советской Армии вернулся на завод и продолжил работать машинистом вращающихся печей в цехе обжига. В 1967 году он освоил в работе вращающуюся печь размером 5x185 метров, без отрыва от производства окончил Новороссийский индустриальный техникум.
Николай Семёнович одним из первых стал работать на двух печах одновременно, повысив производительность труда на 50 процентов, выступил с почином: одному машинисту управлять двумя печами одновременно.
По итогам работы в 8-й пятилетке (1966-1970) Н. С. Крапивкин награждён орденом Ленина, ему присвоено почётное звание «Лучший по профессии Министерства промышленности строительных материалов (МПСМ) СССР».
В 1973 году на обслуживаемых им печах выработал дополнительно к плану 1910 тонн клинкера, достиг часовой производительности печи 72 тонны. План трёх лет 9-й пятилетки (1971-1975) завершил 28 декабря 1973 года.
Указом Президиума Верховного Совета СССР от 8 января 1974 года за выдающиеся успехи в выполнении и перевыполнении планов 1973 года и принятых социалистических обязательств Крапивкину Николаю Семёновичу присвоено звание Героя Социалистического Труда с вручением ордена Ленина и золотой медали «Серп и Молот».
В 1976 году он участвовал во Всесоюзном слёте хозрасчётных строительных бригад, являлся наставником молодых рабочих, обучил 10 человек профессии машиниста вращающейся печи.
В 1980-х годах Николай Семёнович работал машинистом-наставником на цементном заводе во Вьетнаме, по возвращении оттуда вышел на заслуженный отдых.
Избирался депутатом Новороссийского городского Совета депутатов трудящихся, делегатом XXIV съезда КПСС (1971), членом бюро Краснодарского краевого и Новороссийского городского комитетов партии.
Заслуженный строитель РСФСР (1967). Проживал в городе Новороссийске. Скончался 20 декабря 1999 года.

## Награды
- Золотая медаль «Серп и Молот» (08.01.1974);
- Орден Ленина (07.05.1971).
- Орден Ленина (08.01.1974).
- Орден «Знак Почёта» (08.07.1963)
- Медаль «За трудовую доблесть»
- Медаль «В ознаменование 100-летия со дня рождения Владимира Ильича Ленина» (6 апреля 1970)
- и другими

## Память
- В Краснодаре установлена мемориальная доска с именами Героев Социалистического Труда Кубани и Адыгеи